# MRO NEWS ON 6
『NEWS ON 6』（ニュース オン シックス）は、2003年3月31日から2005年3月27日まで北陸放送（MROテレビ）で夕方に放送されていたローカルニュース番組。
1976年10月にスタートした『MROテレポート6』の後継番組としてスタートしたものの、いわゆる「TBSの変」に伴い、番組は2年で終了した。番組の終了後、夕方ニュースワイドの役割は『MROイブニングニュース』（月曜 - 木曜）、『金沢発evening 5』（金曜）、『ホウトク!』（土曜）、『MROニュース』（日曜）がそれぞれ引き継いでいる。「6」は放送開始の午後6時台であるとともに、MROテレビのアナログ放送のチャンネルである6チャンネルにもちなんだものであり、これと同じ理由は前身の『MROテレポート6』、およびTBSテレビの『テレポートTBS6』と同じである。

## 放送時間
- 月曜日 - 金曜日 18:19 - 18:55、土曜日 18:00 - 18:30、日曜日 17:20 - 17:30

## 出演者

### 2004年4月 - 2005年3月

#### メインキャスター
- 松村玲郎（月曜日 - 金曜日）
- 小川亜希子（月曜日 - 金曜日）
- 橘俊江（土曜日）
- 小野ちづる（日曜日）

### 2003年4月 - 2004年3月

#### メインキャスター
- 松村玲郎（月曜日 - 金曜日）
- 佐藤茜（月曜日 - 金曜日）
- 橘俊江（土曜日）
- 小川亜希子（土曜日 - 日曜日）

#### アンカーマン
- 笹原忠義（月曜日 - 金曜日、2003年12月まで）

## 放送内容
- 県内ニュース
- 松井Today - 能美市出身のメジャーリーガーである松井秀喜（ニューヨーク・ヤンキース）の当日の様子を紹介するコーナー。
- 今日の特集
  - それってなんで屋 - 視聴者から送られてきた質問に答えるコーナー（例：能都「まち」と言ったり能登「ちょう」と言ったりするのはなぜ）
  - The Rec - カメラマンの視点で取材を進めていくコーナー。ナレーションはカメラマン自身が行うことが多かった。
  - 学校へ行こうよ! - 子どもたちの様子を紹介するコーナー。学校での活動なども放送。
  - その他
- 天気予報（ヤン坊マー坊天気予報）

| 北陸放送（MROテレビ） 夕方のMROニュース | 北陸放送（MROテレビ） 夕方のMROニュース | 北陸放送（MROテレビ） 夕方のMROニュース                                                                                              |
| 前番組                                  | 番組名                                  | 次番組 |
| --------------------------------------- | --------------------------------------- | --- |
| MROテレポート6 （1976.10 - 2003.3）     | MRO NEWS ON 6 （2003.4 - 2005.3）       | 【月曜日 - 木曜日】MROイブニング・ニュース 【金曜日】金沢発evening 5 【土曜日】ホウトク! 【日曜日】MROニュース （いずれも2005.4 - ） |